# Hipparchos (Pythagoreer)
Hipparchos ist der Name eines angeblichen antiken griechischen Philosophen, der Pythagoreer gewesen sein soll und den Angaben der Quellen zufolge im 5. Jahrhundert v. Chr. gelebt haben müsste. Aller Wahrscheinlichkeit nach handelt es sich um eine fiktive Gestalt.

## Überlieferung
Hipparchos wird in dem in der Antike populären „Lysisbrief“ als Empfänger dieses Briefs namentlich genannt. Der Verfasser des Briefs soll der Pythagoreer Lysis gewesen sein, eine historische Gestalt des 5. und frühen 4. Jahrhunderts. Der Lysisbrief ist jedoch sicher unecht; es handelt sich um einen der pseudepigraphen (falschen Verfassern zugeschriebenen) angeblichen Pythagoreerbriefe, die in der römischen Kaiserzeit verbreitet waren. Hipparchos wird darin für sein Verhalten getadelt, das eines Pythagoreers unwürdig sei, und zur Besserung ermahnt; er sei den Versuchungen des sizilischen Wohllebens erlegen. Außerdem fordert ihn der Briefschreiber zur Geheimhaltung philosophischer Lehren auf, denn nur wer sich geläutert habe, sei würdig, die Güter der Weisheit zu erlangen.
Alle in den Quellen überlieferten Nachrichten über das Leben des Hipparchos lassen sich darauf zurückführen, dass der Lysisbrief als authentisch galt und dass der fiktive Hipparchos teils mit Hippasos von Metapont, teils mit Archippos von Tarent verwechselt wurde.
Der spätantike Gelehrte Johannes Stobaios überliefert den (unvollständigen) Text einer in dorischem Dialekt abgefassten Schrift „Über die Seelenruhe“ (Peri euthymías), die Hipparchos zugeschrieben wurde. Der anonyme Autor dieses Traktats betont die Wechselhaftigkeit des Schicksals und die nachteiligen Auswirkungen von Begierden, die sich auf vergängliche Güter richten. Er empfiehlt die Philosophie als Weg zur Befreiung von der Abhängigkeit von solchen Begierden.

## Ausgabe
- Holger Thesleff (Hrsg.): The Pythagorean Texts of the Hellenistic Period. Åbo Akademi, Åbo 1965, S. 88–91 (kritische Edition von „Über die Seelenruhe“)

## Übersetzung
- David R. Fideler (Hrsg.): The Pythagorean Sourcebook and Library. Phanes Press, Grand Rapids (Michigan) 1987, ISBN 0-933999-51-8, S. 247–248 (englische Übersetzung von „Über die Seelenruhe“)